# Кольцов, Юрий Эрнестович
Ю́рий Эрне́стович Кольцо́в (настоящая фамилия — Розенштраух; 12 [25] августа 1909, Белорецкий завод, Оренбургская губерния — 22 июля 1970, Москва) — советский актёр. Народный артист РСФСР (1963)

## Биография
Юрий Кольцов родился в Белорецке; после смерти родителей попал в московский детский дом. В 1926 году поступил в Москве в Школу-студию им. Ермоловой, которую окончил в 1930 году.
В 1933 году Кольцов был принят в труппу Художественного театра, играл преимущественно эпизодические роли в спектаклях «Горячее сердце» А. Островского, «Дни Турбиных» М. Булгакова и др. Наиболее значительная работа этого периода — Рябцев в спектакле «Враги» по пьесе А. М. Горького.
В 1937 году Юрий Кольцов был арестован по доносу актёра и осуждён. Срок отбывал на Колыме, в 1942—1948 годах выступал на сцене Магаданского музыкально-драматического театра им. Горького, где стал одним из ведущих актёров. Коллегами по сцене были Александр Демич, до ареста — ведущий актёр Театра им. Ермоловой, Георгий Жжёнов, режиссёр Леонид Варпаховский.
После освобождения в 1948 году, не имея возможности вернуться в Москву, Кольцов до 1956 года работал в театре Ростова-на-Дону. В октябре 1955 года был реабилитирован и в 1956 году вновь стал актёром МХАТа. В 1964 году из-за болезни покинул театр.
В 1958 году Юрию Кольцову было присвоено звание Заслуженный артист РСФСР, в 1963 году — Народный артист РСФСР.

## Творчество

### Театральные работы
Магаданский музыкально-драматический театр им. М. Горького
- «Царь Фёдор Иоаннович» А. К. Толстого — Борис Годунов
- «Русский вопрос» К. М. Симонова — Гарри Смит
- «Разлом» Б. А. Лавренёва — Берсенев
- «Касатка» А. Н. Толстого — Илья Быков

Ростовский-на-Дону драматический театр им. М. Горького
- «Калиновая роща» А. Е. Корнейчука — Батура
- «Двенадцатая ночь» У. Шекспира — Мальволио
- «Лондонские трущобы» Б. Шоу — Трэнк
- «Огненный мост» Б. С. Ромашова — Геннадий Дубравин
- «Живой труп» Л. Н. Толстого— Протасов
- «Слуга двух господ» К. Гольдони — Труффальдино
- «Бесприданница» А. Н. Островского — Карандышев

МХАТ
- 1933 — «Дни Турбиных» М. А. Булгакова — юнкер
- 1933 — «Горячее сердце» А. Н. Островского — арестант
- 1933 — «В людях» А. М. Горького, инсценировка П. М. Сухотина. Режиссёр М. Н. Кедров — Уланов
- 1934 — «Чудесный сплав» В. М. Киршона
- 1934 — «Пиквикский клуб» по Ч. Диккенсу, инсценировка Н. А. Венкстерн. Режиссёр В. Я. Станицын — извозчик и клерк
- 1935 — «Враги» А. М. Горького. Режиссёры Вл. И. Немирович-Данченко и М. Н. Кедров — Рябцев
- 1956 — «Кремлёвские куранты» Н. Ф. Погодина — Глаголев, позже — Иностранный писатель
- 1956 — «Беспокойная старость» Л. Н. Рахманова — Полежаев
- 1957 — «Безымянная звезда» М. Себастьяна — Миройю
- 1957 — «Дворянское гнездо» И. С. Тургенева — Михалевич
- 1958 — «Три сестры» А. П. Чехова — Тузенбах (ввод)
- 1959 — «Всё остаётся людям» С. И. Алёшина — Серафим
- 1960 — «Кукольный дом» Г. Ибсена — Ранк
- 1962 — «Убийца» И. Шоу — Дэвид Штейн

### Телевизионные спектакли
- 1962 — «Седьмой спутник» по Б. Лавренёву — Евгений Павлович Адамов
- 1963 — «Теперь пусть уходит» Дж. Б. Пристли, А. Адамова — Саймон Кендл

### Фильмография
- 1958 — Человек с планеты Земля — Циолковский
- 1961 — Десять тысяч мальчиков — Борисов